# Dyckia agudensis
Dyckia agudensis är en gräsväxtart som beskrevs av Bruno Edgar Irgang och Marcos Sobral. Dyckia agudensis ingår i släktet Dyckia och familjen Bromeliaceae. Inga underarter finns listade i Catalogue of Life.